# ديفنومورسكويي
ديفنومورسكويي (بالروسية: Дивноморское) هي قرية في مقاطعة كراسنودار كراي في روسيا. يبلغ عدد سكانها حوالي 5800 نسمة. تقع على ساحل البحر الأسود.